# Палермо (Північна Дакота)
Палермо (англ. Palermo) — місто (англ. city) в США, в окрузі Маунтрейл штату Північна Дакота. Населення — 125 осіб (2020).

## Географія
Палермо розташоване за координатами 48°20′18″ пн. ш. 102°13′45″ зх. д. / 48.33833° пн. ш. 102.22917° зх. д. (48.338374, -102.229239).  За даними Бюро перепису населення США в 2010 році місто мало площу 5,72 км², з яких 5,71 км² — суходіл та 0,01 км² — водойми.

## Демографія
Згідно з переписом 2010 року, у місті мешкали 74 особи в 39 домогосподарствах у складі 18 родин. Густота населення становила 13 осіб/км².  Було 67 помешкань (12/км²).
Расовий склад населення:
| - 95,9 % — білих - 1,4 % — корінних американців - 1,4 % — чорних або афроамериканців |

До двох чи більше рас належало 1,4 %. Частка іспаномовних становила 1,4 % від усіх жителів.
За віковим діапазоном населення розподілялося таким чином: 14,9 % — особи молодші 18 років, 63,5 % — особи у віці 18—64 років, 21,6 % — особи у віці 65 років та старші. Медіана віку мешканця становила 49,5 року. На 100 осіб жіночої статі у місті припадало 146,7 чоловіків;  на 100 жінок у віці від 18 років та старших — 162,5 чоловіків також старших 18 років.
Середній дохід на одне домашнє господарство  становив 47 212 долари США (медіана — 45 417), а середній дохід на одну сім'ю — 57 231 долар (медіана — 51 250). За межею бідності перебувало 15,4 % осіб, у тому числі 0,0 % дітей у віці до 18 років та 30,8 % осіб у віці 65 років та старших.
Цивільне працевлаштоване населення становило 55 осіб. Основні галузі зайнятості: освіта, охорона здоров'я та соціальна допомога — 27,3 %, будівництво — 21,8 %, транспорт — 16,4 %, мистецтво, розваги та відпочинок — 12,7 %.